# Lecane stokesii
Lecane stokesii är en hjuldjursart som först beskrevs av Pell 1890.  Lecane stokesii ingår i släktet Lecane och familjen Lecanidae. Inga underarter finns listade i Catalogue of Life.